# José Álvarez Mariño
José Álvarez Mariño (Madrid, 21 de setembre de 1836 - ?) fou un polític espanyol, diputat a les Corts Espanyoles durant el sexenni democràtic i durant la restauració borbònica.

## Biografia
Durant el sexenni democràtic es va adscriure dins el grup dels monàrquics liberals, amb els quals fou regidor i tinent d'alcalde de Madrid i elegit diputat per Vilademuls a les eleccions generals espanyoles d'abril de 1872. El 1874 fou nomenat Inspector del Patrimoni al Ministeri de Gràcia i Justícia.
Fou cap del Círculo Constitucional de Madrid i diputat pel Partit Constitucional a les eleccions generals espanyoles de 1876, però posteriorment ingressà al Partit Liberal Conservador a les eleccions generals espanyoles de 1879, 1881, 1884 i 1886, i pel partit de Francisco Romero Robledo a les de 1891. Des del seu escó s'interessà pels interessos econòmics dels empresaris catalans i fou membre de l'Institut Agrícola Català de Sant Isidre (IACSI).
Alhora, fou també tinent d'alcalde de Madrid, membre del Consejo Penitenciario (1887) i vocal de la junta encarregada de la construcció de la Presó Model de Madrid. El 1892 fou nomenat director de la Caixa d'Estalvis de Madrid, el 1895 vicepresident del Consejo de Aduanas i Aranceles, i el 1896 vocal de la Junta de Propaganda i organització del Congrés Internacional d'Higiene i Demografia.